# باولو جيوردانو
باولو جيوردانو (بالإيطالية: Paolo Giordano)‏ (و. 1982  م) هو فيزيائي، وكاتب، وروائي، وكاتب سيناريو إيطالي، ولد في تورينو.
.

## التعليم
تعلم في جامعة تورينو.

## جوائز
حصل على جوائز منها:
- جائزة ستريجا (2008).

## وصلات خارجية
- باولو جيوردانو على موقع IMDb (الإنجليزية)
- باولو جيوردانو على موقع مونزينجر (الألمانية)
- باولو جيوردانو على موقع ألو سيني (الفرنسية)
- باولو جيوردانو على موقع ميوزك برينز (الإنجليزية)
- باولو جيوردانو على موقع قاعدة بيانات الفيلم (الإنجليزية)
- باولو جيوردانو على موقع كينوبويسك (الروسية)
- باولو جيوردانو في قاعدة بيانات الأفلام على الإنترنت